# Robert Southey
Robert Southey (Bristol, 12 de agosto de 1774 – Keswick, 21 de março de 1843) foi um historiador, escritor e poeta britânico da escola do romantismo. Em 1813, recebeu o título de Poeta laureado, posto honorifico que tinha como principal função escrever poemas em ocasiões especiais.

## Vida
Era filho de Thomas Southey e de Margaret Hill, um negociante abastado que tinha o estabelecimento na "Rua do Vinho". Robert trabalhou na loja do pai como entregador. Com o falecimento do pai o negócio foi sucedido por seu tio que cuidou da sua educação. Na adolescência foi destinado para a carreira eclesiástica, teve lições com um ministro protestante e depois ingressou no Colégio Corstor. Aos 13 anos foi matriculado na Westminster School de onde foi expulso por editar num periódico satírico contra os dirigentes da escola. Mais tarde ingressou na Universidade de Oxford.
Foi levado para Lisboa por seu tio materno Herbert Hill, pastor anglicano, onde teve a oportunidade de planejar uma História de Portugal, não publicada. Em 1801 foi nomeado secretário  particular do Secretário do Tesouro para a Irlanda, retirando-se deste emprego foi residir em Keswick. Tinha uma biblioteca que somava 14 000 volumes, sendo cerca de 700 títulos sobre a história ibérica.
Especializou-se em História de Portugal e do Brasil, provavelmente era possuidor da melhor coleção de livros espanhóis e documentos originais sobre Portugal e América do Sul em toda a Inglaterra. Morreu de AVC em 21 de março de 1843, foi enterrado em Crosthwaite Churchyard em Keswick, ao lado de sua primeira esposa e três de seus filhos. O centenário do seu falecimento foi objeto de comemoração no Brasil por diversas entidades culturais, principalmente pelos Institutos Históricos e Geográficos Brasileiros e de São Paulo.

## Visão política
Uma das caracterizações correntes de Southey mostra-o como um apostata que mudou de um radicalismo que apoiava a Revolução Francesa, na juventude, para um conservadorismo, na velhice. Essa afirmação foi utilizada diversas vezes contra Southey por seus contemporâneos. Essa suposta apostasia foi exposta ao ridículo com a publicação pirata do poema juvenil Wat Tyler (1817), escrito em 1794, poema dramático, que abordava a grande rebelião sangrenta liderada por Wat Tyler, no século XIV, por causa do aumento de impostos, e refletia as opiniões políticas radicais que Southey tinha em sua juventude. Era realmente um mistério para Southey como essa obra havia sido impressa 23 anos depois de ser escrita. Ele chegou a entrar na justiça para impedir a publicação, alegando que não havia vendido os direitos autorais, mas preferiu desistir da causa tendo em vista que era uma ação que envolvia perjúrio de alguma das partes. Assim, Wat Tyler acabou sendo publicado e vendido. Estima-se que a vendagem ficou em torno de 60 mil cópias, o que faria desse poema, ironicamente, a obra mais vendida de Southey.
Diferentemente de seus adversários políticos, que buscavam enquadrá-lo como apostata, Southey enxergava a sua trajetória mais como uma mudança de opinião que, em suas palavras, eram “corretas em si mesmas e erradas apenas em sua direção”. Acreditava que escrevia na década de 1810 com “o mesmo coração e com os mesmos desejos, mas com uma compreensão madura e estoques adequados de conhecimento”. Para ele não existia uma passagem brusca de um radicalismo jacobino para um conservadorismo Tory, mas um desenvolvimento dos seus ideais de juventude. A interpretação de que os denominados românticos eram radicais que tinham se tornado conservadores, embora mais idiossincráticos, serviu perfeitamente para justificar a suposta mudança abrupta de posição política de Southey.

## A História do Brasil
De 1810 a 1819 lançou a História do Brasil, em Londres, que foi a primeira publicação contendo a sua história geral e que abrange todo o período colonial até a chegada de D. João VI ao Brasil, em 1808. Sobre esta obra, diz Nelson Werneck Sodré: O que se deve ler para conhecer o Brasil: Um dos seus grandes méritos está em não se ter deixado fascinar pela tradição oficial, particularmente quanto à obra dos jesuítas, mantendo julgamento próprio, estabelecendo critérios de discriminação diversos daqueles habitualmente adotados. (Do prefácio da obra de Southey por Brasil Bandecchi)
Da sua obra disse o próprio Southey: 
| “ | Seria faltar à sinceridade que vos devo, esconder que minha obra, daqui a longos tempos, se encontrará entre as que não são destinadas a perecer; que me assegurará ser lembrado em outros países que não o meu; que será lida no coração da América do Sul e transmitirá aos brasileiros, quando eles se tiverem tornado uma nação poderosa, muito da sua história que de outra forma teria desaparecido ficando para eles o que é para a Europa a obra de Heródoto. (idem) | ” |

Em 1862, a sua História do Brasil foi editada pela primeira vez no Brasil pela Livraria Garnier, em 6 volumes com tradução de Luís Joaquim de Oliveira e Castro e anotada pelo Cônego Dr. Joaquim Caetano Fernandes Pinheiro. Em 1965, foi impressa a terceira edição no Brasil pela Editora Obelisco, limitada em 6 volumes, dirigida por Brasil Bandecchi e com orientação gráfica de Pedro J. Fanelli.

## Obras publicadas
Coletâneas de poemas
- Poems: containing the Retrospect, Odes, Elegies, Sonnets, etc (1795)
- Poems (1797)
- Poems (1799)
- Metrical Tales and Other Poems (1805)
- The Minor Poems (1815)
- Poetical Works of Robert Southey, complete in one volume (1829)
- Selections From the Poems of Robert Southey (1831)
- The Poetical Works of Robert Southey, collected by himself (1837-1838)

Poemas avulsos
- The Fall of Robespierre, an Historic Drama (1794)
- Joan of Arc, an Epic Poem (1796)
- Thalaba the Destroyer, a Metrical Romance (1801)
- Madoc (1805)
- The Curse of Kehama, a Romance in Rhyme, Founded upon the Hindu Mythology (1810)
- Carmen Triumphale, for the Commencement of the Year (1814)
- Odes to his Royal Highness the Prince Regent, his Imperial Majesty the Emperor of Russia, and his Majesty the King of Prussia (1814)
- Roderick, the Last of the Goths (1814)
- The Lay of the Laureate. Carmen Nuptiale (1816)
- The Poet’s Pilgrimage to Waterloo (1816)
- Wat Tyler, a Dramatic Poem (1817)
- A Vision of Judgement (1821)
- A Tale of Paraguay (1825)
- All for Love; and The Pilgrim to Compostella (1829)
- The Devil’s Walk, a Poem (1830)
- Oliver Newman: a New-England Tale; with other poetical remains (1845)
- Robin Hood: a Fragment (1847)

Prosa
- Letters Written During a Short Residence in Spain and Portugal, With Some Account of Spanish and Portuguese Poetry (1797)
- Letters from England, by Don Manuel Alverez Espriella (i.e. Southey)  (1807)
- History of Brazil, (1810-1819)
- Omniana, or Horae Otiosiores (1812)
- The Origin, Nature and Object of the New System of Education (1812)
- An Exposure of the Misrepresentations and Calumnies in Mr. March’s Review of Sir George Barlow’s Administration at Madras (1813)
- The Life of Nelson (1813)
- A Letter to William Smith, Esq., M.P., from R. Southey (1817)
- The Life of Wesley and the Rise and Progress of Methodism (1820)
- The Expedition of Orsua, and the Crimes of Aguirre(1821)
- The Life of Oliver Cromwell (1821)
- History of the Peninsular War (1823-1832)
- The Book of the Church (1824)
- Vindiciae Ecclesiae Anglicanae: Letters to C. Butler, Esq. comprising Essays on the Romish Religion and Vindicating The Book of the Church (1826)
- Sir Thomas More: or, Colloquies on the Progress and Prospects of Society (1829)
- Selections from the Prose Works of Robert Southey, Chiefly for the Use of Schools and Young Persons (1832)
- Essays, Moral and Political (1832)
- Lives of the British Admirals, with an Introductory View of the Naval History of England (1833-1840)
- Letter to John Murray, Esq., ‘Touching’ Lord Nugent (1833)
- The Doctor (1834-1847)
- The Life of the Reverend Andrew Bell, Comprising the History of the Rise and Progress of the System of Mutual Tuition, vol. 1 (1844)
- Select Biographies, Cromwell and Bunyan (1844)
- Common Place Book (1849-1851)
- Review of Churchill’s Poems (1852)
- Journal of a Tour in the Netherlands in the Autumn of 1815 (1903)
- Journal of a Tour in Scotland in 1819 (1929)
- Journal of a Residence in Portugal 1800-1801 and a Visit to France 1838 (1959)

Traduções
- On the French Revolution, vol. 2 (1797)
- Amadis of Gaul, from the Spanish Version of Garciordonez de Montalvo (1803)
- Palmerin of England (1807)
- Chronicle of the Cid, from the Spanish (1808)

5. Edições e anotações de obras
- The Annual Anthology (1799-1800)
- The Works of Thomas Chatterton (1803)
- Specimens of the Later English Poets (1807)
- The remains of H. K. White, with an account of his life by R. Southey (1807)
- The Geographical, Natural, and Civil History of Chili, por Juan Ignatius de Molina (1809)
- The Byrth, Lyf, and Actes of Kyng Arthur, with an Introduction and Notes by R. Southey (1817)
- The Pilgrim’s Progress, with a Life John Bunyan by R. Southey (1830)
- Attempts in Verse, by John Jones, an Old Servant: With some account of the Writer Written by Himself, and an Introductory Essay on the Lives and Works of our Uneducated Poets, by R. Southey, Poet Laureate (1831)
- Select Works of the British Poets, from Chaucer to Johnson, With Biographical Sketches, by R. Southey (1831)
- Horae Liricae by Isaac Watts, With a Memoir of the Author (1834)
- The Life and Works of William Cowper (1835-1837)